# Складывание рамок
Складывание рамок, или блокировка карданного подвеса, также (жарг.) шарнирный замок (англ. gimbal lock) — термин, относящийся к области гироскопии и инерциальной навигации. Для свободного гироскопа в двухосном кардановом подвесе термин описывает событие, которое может происходить в том случае, когда внутренняя рамка гироскопа повернётся на 90 градусов относительно наружной рамки, и при этом вектор кинетического момента будет направлен по оси наружной рамки. При таком положении гироскоп потеряет своё основное свойство — сохранять направление в инерциальном пространстве, которое задаётся вектором кинетического момента. Явление описывается в рамках прецессионной теории гироскопов. В соответствии с ней линейная скорость постоянного по модулю вектора кинетического момента {\displaystyle {\vec {L}}}, равная векторному произведению векторов {\displaystyle {\vec {\Omega }}} и {\displaystyle {\vec {L}}} , равна моменту {\displaystyle {\vec {M}}}, действующему на вращающийся ротор. То есть
{\displaystyle {\vec {M}}={\vec {\Omega }}\times {\vec {L}}} (1),
где {\displaystyle {\vec {\Omega }}=(\Omega _{x},\Omega _{Y},\Omega _{Z})} — вектор угловой скорости трёхгранника OXYZ, у которого ось OZ направлена по вектору кинетического момента, а оси OX и OY направлены так, что трёхгранник OXYZ является правым. Для идеального свободного гироскопа угловая скорость {\displaystyle {\vec {\Omega }}} равна нулю.
Свяжем с корпусом свободного гироскопа трёхгранник Oxyz, у которого ось Ox направлена по оси поворота наружной рамки. Трёхгранник OXYZ получается из трёхгранника Oxyz двумя последовательными поворотами на угол {\displaystyle \beta } относительно оси наружной рамки, и на угол {\displaystyle \alpha } относительно оси внутренней рамки. Матрица поворота от трёхгранника Oxyz к трёхграннику OXYZ равна
{\displaystyle {\begin{aligned}R&={\begin{bmatrix}\cos \alpha &0&-\sin \alpha \\0&1&0\\\sin \alpha &0&\cos \alpha \end{bmatrix}}{\begin{bmatrix}1&0&0\\0&\cos \beta &\sin \beta \\0&-\sin \beta &\cos \beta \end{bmatrix}}\end{aligned}}}
или
{\displaystyle {\begin{aligned}R&={\begin{bmatrix}\cos \alpha &\sin \alpha \sin \beta &-\sin \alpha \cos \beta \\0&\cos \beta &\sin \beta \\\sin \alpha &-\cos \alpha \sin \beta &\cos \alpha \cos \beta \end{bmatrix}}\end{aligned}}} (2).
Спроектируем равенство (1) на оси рамок, по которым действуют соответствующие моменты {\displaystyle M_{\alpha }}, {\displaystyle M_{\beta }}. В результате получим
{\displaystyle \Omega _{X}=-{\frac {M_{\alpha }}{\left|{\overrightarrow {L}}\right\vert }}}
{\displaystyle \Omega _{Y}={\frac {M_{\beta }}{\left|{\overrightarrow {L}}\right\vert \cos \alpha }}} (3).
Очевидно, что при повороте внутренней рамки на 90 градусов скорость прецессии гироскопа становится сколь угодно большой, то есть гироскоп теряет своё основное свойство — хранить направление в инерциальном пространстве, происходит «складывание рамок».
В инерциальной навигации термин «складывание рамок» употребляется, когда речь идёт о так называемых системах с гиростабилизированной платформой. Гиростабилизированные платформы предназначены для установки акселерометров — приборов, измеряющих ускорение. Платформа изолируется от корпуса тремя рамками: рамками тангажа, рыскания и крена. По осям рамок находятся датчики моментов. В случае отклонения платформы, например, от постоянного положения в инерциальном пространстве расположенные на ней датчики (как правило, интегрирующие датчики угловой скорости, поплавковые гироскопы) измеряют эти отклонения, и на соответствующие датчики моментов подаются сигналы, пропорциональные этим отклонениям с целью обнуления отклонений. В случае поворота второй рамки платформы на 90 градусов первая и третья оси платформы становятся коллинеарными, то есть пропадает возможность управления отклонением платформы по третьей оси, платформа становится лишь частично управляемой и может изменить своё стабилизированное в инерциальном пространстве положение. Таковы два случая, к которым можно применить термин «складывание рамок».
Упомянутый англоязычный термин «gimbal lock» также применяется в прикладной математике, а точнее — в задачах параметризации углового положения абсолютно твёрдого тела. Эти задачи заключаются в задании положения подвижного декартова трёхгранника относительно неподвижного трёхгранника с помощью некоторого числа числовых параметров. Таких способов существует несколько. Например, положение твёрдого тела можно задать с помощью девяти элементов прямоугольной матрицы направляющих косинусов, или четырёх параметров Эйлера, или, наконец, кватерниона. Поскольку абсолютно твёрдое тело с одной закреплённой точкой имеет три степени свободы, то для параметризации, вообще говоря, достаточно задать три параметра. Наиболее часто, но не всегда, в качестве таких параметров выбираются эйлеровы углы. Для любого набора эйлеровых углов существует ровно одно положение связанного с твёрдым телом подвижного трёхгранника относительно неподвижного. Однако обратное утверждение не всегда справедливо. То есть существует такое положение твёрдого тела, при котором невозможно однозначно определить эйлеровы углы. При стандартном выборе эйлеровых углов в виде тангажа, рыскания и крена это особое положение возникает при угле тангажа, равном 90 градусов. Отсюда любое непрерывное вращение, имеющее излом в точке, когда угол тангажа равен 90 градусам, в пространстве углов Эйлера не может быть представлено непрерывной кривой; если поворотные рамки шарнира управляют углами Эйлера, то такое вращение потребует от них в некоторый момент бесконечно быстрого их перемещения. В задаче компенсации внешнего поворота (иначе говоря, сохранения ориентации) это приводит к потере ориентации — очевидная связь с предыдущим значением словосочетания.
Решение проблемы — добавление четвёртой внешней рамки (redundant gimbal), управляя которой удерживают среднюю рамку в удалении от области «gimbal lock».